# René Marie Dubuisson
René Marie Dubuisson est un homme politique français né le 28 février 1749 à Buais (Manche) et décédé le 3 mars 1806 à Sourdun (Seine-et-Marne).

## Biographie
René Marie Dubuisson est le fils de Mathieu Dubuisson, capitaine de la brigade de Saint-Brice, et d'Angélique Renée Gauthier. Il épouse Anne Elisabeth Françoise de Cheverry, fille de Pierre Louis Florimond de Cheverry, bourgeois de Provins, contrôleur des actes et receveur des domaines, et d'Anne Elisabeth Boudier.
Président du grenier à sel de Provins et employé dans les fourrages du roi, il est membre du directoire du département au début de la Révolution, puis député de Seine-et-Marne de 1791 à 1792, siégeant avec les modérés. Il est nommé maire de Sourdun sous le Consulat.

## Sources
- « René Marie Dubuisson », dans Adolphe Robert et Gaston Cougny, Dictionnaire des parlementaires français, Edgar Bourloton, 1889-1891 [détail de l’édition]